# دیفاینس (میزوری)
دیفاینس (به انگلیسی: Defiance) یک منطقهٔ مسکونی در ایالات متحده آمریکا است که در شهرستان سنت چارلز، میزوری واقع شده‌است.